# Аттхакатха
Аттхакатха (пали «комментарий») относится к палийским комментариям Тхеравады к канонической Трипитаке . Эти комментарии дают традиционные толкования Священных буддийских писаний. Основные комментарии основаны на более ранних, ныне утраченных текстах на пракрите и сингальском языках, которые были записаны одновременно с Палийским каноном в I веке до н. э. Некоторые фрагменты комментариев можно найти в канонических текстах других школ буддизма, что предполагает существованием раннего общего источника.
Как и в случае с самим Палийским каноном, содержание сборников комментариев Тхеравады, составленных начиная с IV века нашей эры, в разных изданиях различается. Минимальный сборник в тайском издании (1992), включает в себя следующие тексты:
- Двенадцать комментариев, приписываемых Буддхагхоше: комментарий к Виная-питаке; комментарий к Сутта-питаке: по одному комментарию на Дигха-никаю, Маджхима-никаю, Самъютта-никаю и Ангуттара-никаю; четыре труда, посвящённых Кхуддака-никае; и три комментария на Абхидхамма-питаку .
- Комментарии Дхаммапалы к семи книгам Кхуддака-никаи.
- Четыре комментария различных авторов к четырём другим книгам Кхуддака-никаи.

Кроме того, в одно или в оба других издания (бирманское издание Chatthasangayana и сингальское издание Simon Hewavitarne Bequest) включены следующие тексты:
- Висуддхимагга Буддагхоши — систематическое представление традиционного учения; комментарии к первым четырём никаям ссылаются на этот материал. Существует как на сингальском[3], так и на бирманском языке
- Патимокха и комментарий к ней Канхавитарани, приписываемый Буддхагхоше[4]
- Комментарий Дхаммапалы к Неттипакаране[англ.], текст, иногда включаемый в канон
- Винаясангаха, подборка отрывков из Самантапасадики, тематически подобранных Сарипуттой в XII веке[5]
- Сараттхасамучая, комментарий к Паритте. На сингальском языке[6]

## Буддхагоша
Ниже приведен список четырнадцати предполагаемых аттхакатх комментатора Буддхагхоши к Палийскому канону.  
| Палийский канон      | Палийский канон   | Палийский канон | Комментарий                                       |
| -------------------- | ----------------- | --------------- | ------------------------------------------------- |
| Из Виная-питаки      | Виная             | Виная           | Самантапасадика                                   |
| Из Виная-питаки      | Пратимоккха       | Пратимоккха     | Kaṅkhāvitaraṇī или Māṭikaṭṭhakathā                |
| из Сутта-питаки      | Дигха-никая       | Дигха-никая     | Sumaṅgalavilāsinī                                 |
| из Сутта-питаки      | Мадджхима-никая   | Мадджхима-никая | Papañcasūdani                                     |
| из Сутта-питаки      | Самъютта-никая    | Самъютта-никая  | Sāratthappakāsinī                                 |
| из Сутта-питаки      | Ангуттара-никая   | Ангуттара-никая | Manorathapūraṇī                                   |
| из Сутта-питаки      | из Кхуддака-никаи | Кхудаккхапатха  | Paramatthajotikā (I)                              |
| из Сутта-питаки      | из Кхуддака-никаи | Дхаммапада      | Dhammapada-aṭṭhakathā                             |
| из Сутта-питаки      | из Кхуддака-никаи | Сутта-нипата    | Paramatthajotikā (II), или Suttanipāta-aṭṭhakathā |
| из Сутта-питаки      | из Кхуддака-никаи | Джатаки         | Jātaka-aṭṭhavaṇṇā, или Jātaka-aṭṭhakathā          |
| Из Абхидхамма-питаки | Дхаммасангани     | Дхаммасангани   | Aṭṭhasālinī                                       |
| Из Абхидхамма-питаки | Вибханга          | Вибханга        | Sammohavinodanī                                   |
| Из Абхидхамма-питаки | Дхатукаттха       | Дхатукаттха     | Pañcappakaṇaraṭṭhakathā                           |
| Из Абхидхамма-питаки | Пугалапаннатти    |                 | Pañcappakaṇaraṭṭhakathā                           |
| Из Абхидхамма-питаки | Каттхаватху       |                 | Pañcappakaṇaraṭṭhakathā                           |
| Из Абхидхамма-питаки | Ямака             |                 | Pañcappakaṇaraṭṭhakathā                           |
| Из Абхидхамма-питаки | Паттхана          |                 | Pañcappakaṇaraṭṭhakathā                           |

## Дхаммапала
Даты жизни комментатора Дхаммапалы неизвестны. Он писал после Буддхагхоши, и, вероятно, не позднее X века. Его комментарии к Кхуддака-никае» «Параматтхадипани», включают:
- Удана-атхакатха на Удану.
- Итивуттака-атхакатха на Итивуттаку.
- Виманаваттху-атхакатха на Виманаваттху.
- Петаваттху-атхакатха на Петаваттху.
- Тхерагатха-атхакатха на Тхерагатху.
- Теригатха-атхакатха на Теригатху.
- Чарияпитака-аттхакатха на Чарияпитаку.

## Прочие комментарии к Кхуддака-никае
Другие комментарии к Кхуддака-никае:
- Saddhammapajotika Упасены на Ниддесу.
- Saddhammappakasini Маханамы на Патисамбидамагга.
- Visuddhajanavilasini неизвестного автора на Ападану.
- Madhuratthavilasini, труд, приписываемый Буддхадатте[англ.], на Буддхавамсу.

Три книги включены в некоторые издания Кхуддака-никаи: Неттипакарана, Петакопадесаи Милиндапанья . Из них только на Неттипакарану есть комментарий в любом стандартном издании.

## Переводы
- Висуддхимагга
  - Pe Maung Tin. The Path of Purity. — 3 тома; переиздано в 1 томе. — Oxford: Pali Text Society, 1923–31.
  - Nanamoli, Ananda Semage. The Path of Purification. — переиздано Buddhist Publication Society, Kandy, Sri Lanka. — Colombo, 1956.
- Самантапасадика: 
  - Введение, переведённое Н. А. Джаявикрамой как «The inception of discipline», Vinaya nidana. — Oxford: Pali Text Society, 1962.
  - Китайская адаптация Saṅghabhadra, P. V Bapat, Akira Hirakawa, Buddhaghosa. Shan-chien-pʻi-pʻo-sha: a Chinese version by Saṅghabhadra of Samantapāsādikā, commentary on Pali Vinaya. — Poona: Bhandarkar Oriental Research Institute, 1970.
- Патимокха:[8]
- Канхавитарани: перевод К. Р. Нормана и Уильяма Пруитта в процессе подготовки
- Сумангалавиласини (части) 
  - Введение переведено в научном журнале в 1830-х годах
  - Комментарий к Брахмаджала сутте[англ.][9]
  - Комментарий к Саманапхала сутте[англ.][10]
  - Комментарий к Маханидана сутте,[11]
  - Комментарий к Махапариниббана Сутта[12]
- Папанкасудани (части) 
  - Комментарий к Мулапарийя cутте[13]
  - Комментарий к Саммадитхи сутте[англ.][14]
  - Комментарий к Сатипаттхана cутте[англ.][15]
- Маноратхапурани (части): истории выдающихся монахинь и мирянок[16]
- Параматтхайотика, комментарийна Кхуддакапатху[17]
- Комментарии к Дхаммападе, переведенные в двух частях 
  - Рассказы, дающие подоплёку стихов[18]
  - Разъяснения стихов[19]
- Комментарии к Удане и Итивуттаке[20]
- Комментарии к Виманаваттху[21]
- Комментарии к Петаваттху[22]
- Комментарии кТхерагатхе[23]
- Комментарии к Тхеригатхе[24]
- Комментарии к Джатакам[25][26]
- Мадхураттхавиласини[27]
- Атхасалини[28]
- Саммохавинодани[29]
- Комментарии к Каттхаватху[30]